# Casino du Mont-Dore
Le Casino Arevian Le Mont-Dore est situé au cœur de la station montagnarde et thermale du Mont-Dore. Il dispose en plus des jeux d’un restaurant offrant une vue sur le massif de Sancy.

## Histoire
En 1897, eut lieu un projet d'agrandissement des ailes nord. Entre 1913 et 1914, Les façades sont rénovées et le côté Sud-Ouest du bâtiment est agrandi en y ajoutant un corps de bâtiment qui abritera une salle des fêtes ainsi qu'un café. L' architecture fut pris en charge par Louis Jarrier, un architecte qui intervint à cette époque dans de nombreux projets de construction dans la ville, notamment connu pour avoir édifié le palace Le Sarcirion. 
En 1962, un incendie détruit une grande partie du casino.
Un nouveau casino est construit entre 1966 et 1967 par l’architecte Vigneron Frères. Le bâtiment dispose alors d'une salle de jeux, d’une salle de spectacles, d’un café et d’un restaurant.